# Olof Jonsson (militär)
Kurt Robert Olof Jonsson, född 31 oktober 1939 i Bromma församling i Stockholms stad, är en svensk militär.

## Biografi
Jonsson avlade studentexamen i Solna 1959. Han avlade sjöofficersexamen vid Sjökrigsskolan 1963 och utnämndes samma år till fänrik i flottan, varpå han 1965 befordrades till löjtnant och 1971 till kapten. Han gick 1972–1974 Stabskursen vid Sjökrigshögskolan, varefter han befordrades till örlogskapten 1974, kommendörkapten 1979 och kommendör 1991. Han var chef för Karlskrona örlogsskolor 1992–1994, flaggkapten i Kustflottan 1994–1996 och marinattaché vid ambassaden i Washington 1996–1999. Han lämnade Försvarsmakten 1999.